# Бршленовиця
Бршленовиця (словен. Bršlenovica) — поселення в общині Луковиця, Осреднєсловенський регіон, Словенія. 
Висота над рівнем моря: 634,1 м.